# Tilman Plath
Tilman Plath (* 1978 in Flensburg) ist ein deutscher Osteuropahistoriker. Er ist aktuell Vertretungsprofessor des Lehrstuhls für Nordische Geschichte an der Universität Greifswald und seit 2023 Lehrbeauftragter am Nordeuropa-Institut der Humboldt-Universität zu Berlin. Seine Forschungsschwerpunkte liegen in der Geschichte Nord- und Osteuropas vom 18. bis zum 20. Jahrhundert sowie in den transnationalen Verflechtungen im Ostseeraum.

## Leben und Wirken
Tilman Plath studierte von 2004 bis 2008 Osteuropäische Geschichte und Philosophie im Magisterstudiengang an der Christian-Albrechts-Universität zu Kiel sowie an der Universität Lettlands in Riga. Anschließend war er von 2008 bis 2010 als Doktorand am Institut für schleswig-holsteinische Zeit- und Regionalgeschichte in Schleswig tätig. Im Jahr 2011 wurde er an der Europa-Universität Flensburg promoviert. Er erhielt ein Stipendiat der Stiftung „Erinnerung, Verantwortung, Zukunft“. Für Forschungsaufenthalte lebte er in Tallinn, Riga und Vilnius. Seine 2012 veröffentlichte Dissertation untersucht die Geschichte des Reichskommissariats Ostland.
2008 wurde er mit dem Deutschbaltischen Studienpreis ausgezeichnet. 2010 wurde er Preisträger des Dietrich-A.-Loeber-Preises.
Von 2010 bis 2022 war er wissenschaftlicher Mitarbeiter am Lehrstuhl für Osteuropäische Geschichte der Universität Greifswald. Im Jahr 2022 habilitierte er sich an der Universität Greifswald. Von 2022 bis 2024 war er Gastprofessor am Lehrstuhl für Neuere und Neueste Geschichte der Staatlichen Universität Sankt Petersburg. Im Wintersemester 2023/24 nahm er eine Lehrtätigkeit am Nordeuropa-Institut der Humboldt-Universität zu Berlin auf. Seit dem Wintersemester 2024/25 ist er Vertretungsprofessor für Nordische Geschichte an der Universität Greifswald.

## Mitgliedschaften
Tilman Plath ist Mitglied im Verband der Osteuropahistorikerinnen und -historiker, in der Gesellschaft für Osteuropakunde, in der Baltischen Historischen Kommission (Vorstandsmitglied), in der Study Group on Eighteenth Century Russia sowie in der Association for the Advancement of Baltic Studies.

## Schriften
- Zwischen Schonung und Menschenjagden. Die Arbeitseinsatzpolitik in den baltischen Generalbezirken des Reichskommissariats Ostland 1941–1944. Klartext, Essen 2012, ISBN 978-3-8375-0796-6.
- Peters „unsichtbare Hand“? Außenhandelspolitik und ökonomisches Denken im Russland des 18. Jahrhunderts. Böhlau, Köln 2025.